# カワサキ・ロードレーサー
カワサキ・ロードレーサーでは、川崎重工業製ロードレーサーについて説明する。ロードレーサーとは、ロードレースに使用する競技用バイクのことである。

## Aシリーズ

### A1R
A1Rは、1966年型ロードスター（roadster）250A1を基に開発された1967年型市販ロードレーサーである（→写真）。

### 250A1R
250A1Rは、1966年型ロードスター（roadster）250A1を基に開発された1968年型市販ロードレーサーである。1967年型A1Rの1968年版である。

### A7R
A7Rは、1967年型ロードスター（roadster）350A7を基にして開発したロードレーサーである。

## GA-Rシリーズ

### 90GA-R
90GA-Rは、ロードスター（roadster）90SSにキットパーツを組み込んだ1970年型ロードレーサーである。

## KAシリーズ

### KA-?
カワサキは1965年の日本GP（鈴鹿）で空冷2ストローク直列2気筒125ccエンジンのワークスマシンをテストとして走らせている。マシンの型名不明。

### KA-1
KA-1（ケイエイワン）は、1966年の日本GP（鈴鹿）でデビューした水冷ロータリーディスクバルブ直列2気筒125ccエンジンを搭載したワークスマシンのロードレーサーである。

### KA-1スペシャル
KA-1スペシャル（ケイエイワン—）は、水冷直列2気筒125ccエンジンを搭載したワークスマシンのロードレーサーで、1969年のチャンピオンマシンである。

### KA-2
KA-2（ケイエイツー）は、1967年の日本GP（富士スピードウェイ）に出場した水冷V型4気筒125ccエンジンを搭載したワークスマシンのロードレーサーである。

## Hシリーズ

### H1R
H1R（エイチワンアール）は、ロードスター（roadster）500SS（マッハIII／H1）を基にして開発したロードレーサーである。ロードレース世界選手権500ccクラスに参戦し、1971年シーズンはデイブ・シモンズがランキング4位、エリック・Offenstadtがランキング6位、ロン・チャンドラーがランキング10位となり、1972年シーズンはデイブ・シモンズがランキング7位となる。1970年にもカワサキは500ccクラスに出場し、クリスチャン・ラベルがランキング7位になっているが、マシンがH1Rか否かは不明。ロードスター500SS（マッハIII／H1）は1969年に発売された。

### H1RW
H1RW（エイチワンアールダブリュー）は、H1Rを水冷エンジン化したロードレーサーである。

### H2R
H2R（エイチツーアール）は、ロードスター（roadster）750SS（H2）を基にした750cc市販ロードレーサーであるが、H2はF750用ロードレーサーH2Rを生産する目的で登場したロードスターであった。H2RはアメリカのF750で活躍する。なお、2014年にレース専用車としてニンジャH2Rが発表された。

## Zシリーズ

### Z1改
Z1改（ゼットワンかい）は、ロードスター（roadster）900 Super Four（Z1）を改造したロードレーサーである。Z1は、ヨーロッパでは耐久レース用マシンの元になるバイクとして注目され、1974年シーズンの耐久レースで全勝し、ボルドール24時間耐久ロードレースでは1-2-3フィニッシュを為し遂げた。1975年以降のZ1改耐久レーサーの塗色がライムグリーンとなり、以後カワサキ・カラーとして定着する。

## ZXシリーズ

### ZX-RR
ZX-RR（ゼットエックスダブルアール）は、MotoGP用ワークスマシンのロードレーサーである。『カワサキZX-RR』を参照。

## 別名
Aシリーズ
- A1-R
- A7-R

Hシリーズ
- H1-R
- H1-RW
- H2-R